# Centralny Ośrodek Szkolenia Wojsk Łączności
Centralny Ośrodek Szkolenia Wojsk Łączności im. Marcelego Nowotki – ośrodek szkolenia żołnierzy zawodowych oraz kandydatów na żołnierzy zawodowych Wojsk Łączności z siedzibą w Legnicy. Rozformowana 22 września 1997.

## Historia
5 września 1966 roku powołano Podoficerską Szkołę Zawodową Wojsk Łączności. Szkołę skoszarowano w obiektach po Oficerskiej Szkole Korpusu Bezpieczeństwa Wewnętrznego w Legnicy. 10 lutego 1968 roku nadanie sztandaru ufundowanego przez społeczeństwo Legnicy i przeniesienie Szkoły Chorążych z Zegrza. Szkoła zmieniła nazwę na 14 Ośrodek Szkolenia Wojsk Łączności. 1 października 1976 roku 14 Ośrodek Szkolenia Wojsk Łączności został przeformowany w Centralny Ośrodek Szkolenia Wojsk Łączności. 1 września 1994 roku nazwę szkoły zmieniono na Centrum Szkolenia Łączności.
22 września 1997 roku rozkazem szefa Sztabu Generalnego Wojska Polskiego powołano w Zegrzu Centrum Szkolenia Łączności i Informatyki na bazie rozformowanych Wyższej Szkoły Oficerskiej Wojsk Łączności i Centrum Szkolenia Łączności.
Do koszar po COSWŁ w Legnicy przeniesiono 11 Batalion Rozpoznania Radioelektronicznego (JW 3182), który rozformowano w czerwcu 2007 r.

## Komendanci Ośrodka
- płk Edward Kulpiński (1967–1985)
- płk Józef Sułkowski (1985–1990)
- płk dypl. Jerzy Ceglarek (1990–1997)